# Сендульский, Иван Яковлевич
Иван Яковлевич Сендульский (1881 — 1969) — советский оториноларинголог, заслуженный деятель науки РСФСР.

## Биография
В 1913 году окончил медицинский факультет Варшавского универститета. В годы первой мировой войны работал хирургом в госпиталях. В одном из них лично организовал оториноларингологическое отделение. Вскоре начал работать на кафедре оперативной хирургии университета в Ростове-на-Дону, которым руководил Николай Иванович Напалков. В 1926 году защитил докторскую диссертацию о топографии лицевого нерва. Его работа была опубликована на русском и немецком языках. В 1927-1941 годах был заведующим кафедрой оториноларингологии Смоленского медицинского института. В 1943 году организовал спецотделение в Московском онкологическом институте имени П. А. Герцена.
В 1953-1962 годах руководил ЛОР-клиникой Московского областного научно-исследовательского института (МОНИКИ). Вскоре начал работать консультантом этой клиники.
Работы Сендульского касаются вопросов таких тем общей хирургии, как стерилизация кетгута, столбнячная инфекция ран и т.д. В 1931 году под редакцией Сендульского и Бориса Эдмундовича Линберга был издан сборник «Раковая болезнь». Сендульский предложил инновационные методы эктомии и резекции гортани при злокачественных новообразования и пластические операции по замещению надгортанника. Разработал методику восстановления звучащей речи после удаления гортани. Он одним из первых в русской литературе описал гломус среднего уха и ярёмных вен.
Сендульский был председателем членом правления Всесоюзного и почетным членом Грузинского научного общества оториноларингологов, председателем комиссии при Ученом медицинском совете М3 СССР по изучению злокачественных опухолей ЛОР-органов, ученым секретарем Противоракового комитета М3 СССР. Также был членом редколлегий журналов «Советская медицина», «Вестник оториноларингологии», «Вопросы онкологии», редактором редотдела «Оториноларингология» 2-го издания БМЭ. Был избран депутатом Смоленского городского Совета депутатов трудящихся.
Похоронен на Новодевичьем кладбище (Колумбарий, 133 секция).

## Награды
- Орден Ленина